# Platyrhacus venezuelanus
Platyrhacus venezuelanus är en mångfotingart som beskrevs av Henri W. Brölemann 1898. Platyrhacus venezuelanus ingår i släktet Platyrhacus och familjen Platyrhacidae. Inga underarter finns listade i Catalogue of Life.